# Vijfhoekige bipiramide
Een vijfhoekige bipiramide is een bipiramide waarvan de 10 zijvlakken driehoeken zijn.
Wanneer de zijvlakken gelijkzijdige driehoeken is de vijfhoekige piramide het johnsonlichaam J13. Het is dan een deltaëder en bestaat uit twee vijfhoekige piramiden J2, die met hun congruente grondvlakken op elkaar zijn geplaatst.
Er zijn moleculen met een pentagonaal bipiramidale moleculaire geometrie.

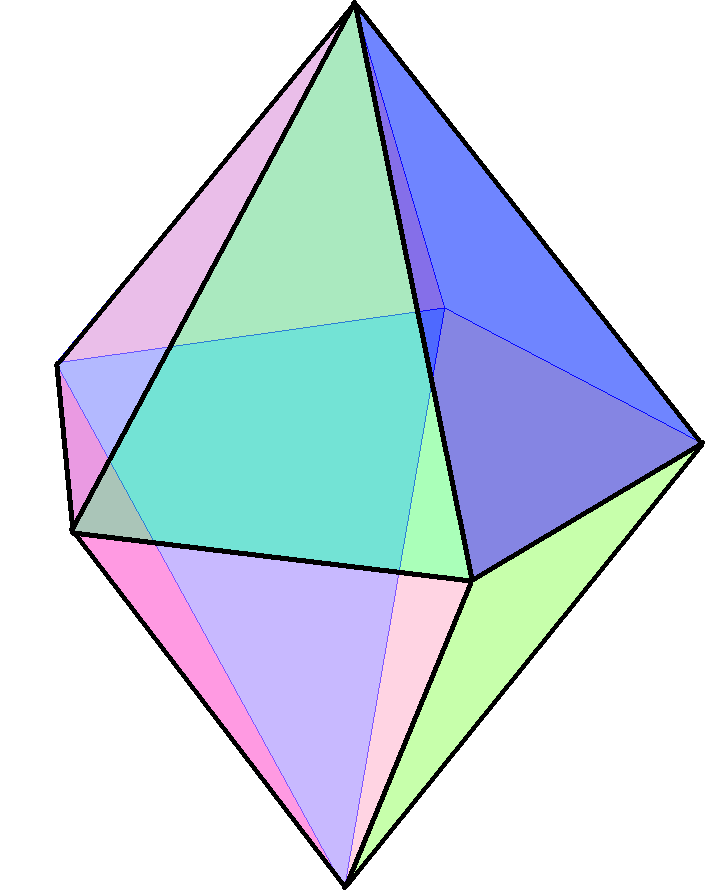
vijfhoekige bipiramide